# Anton Mormann

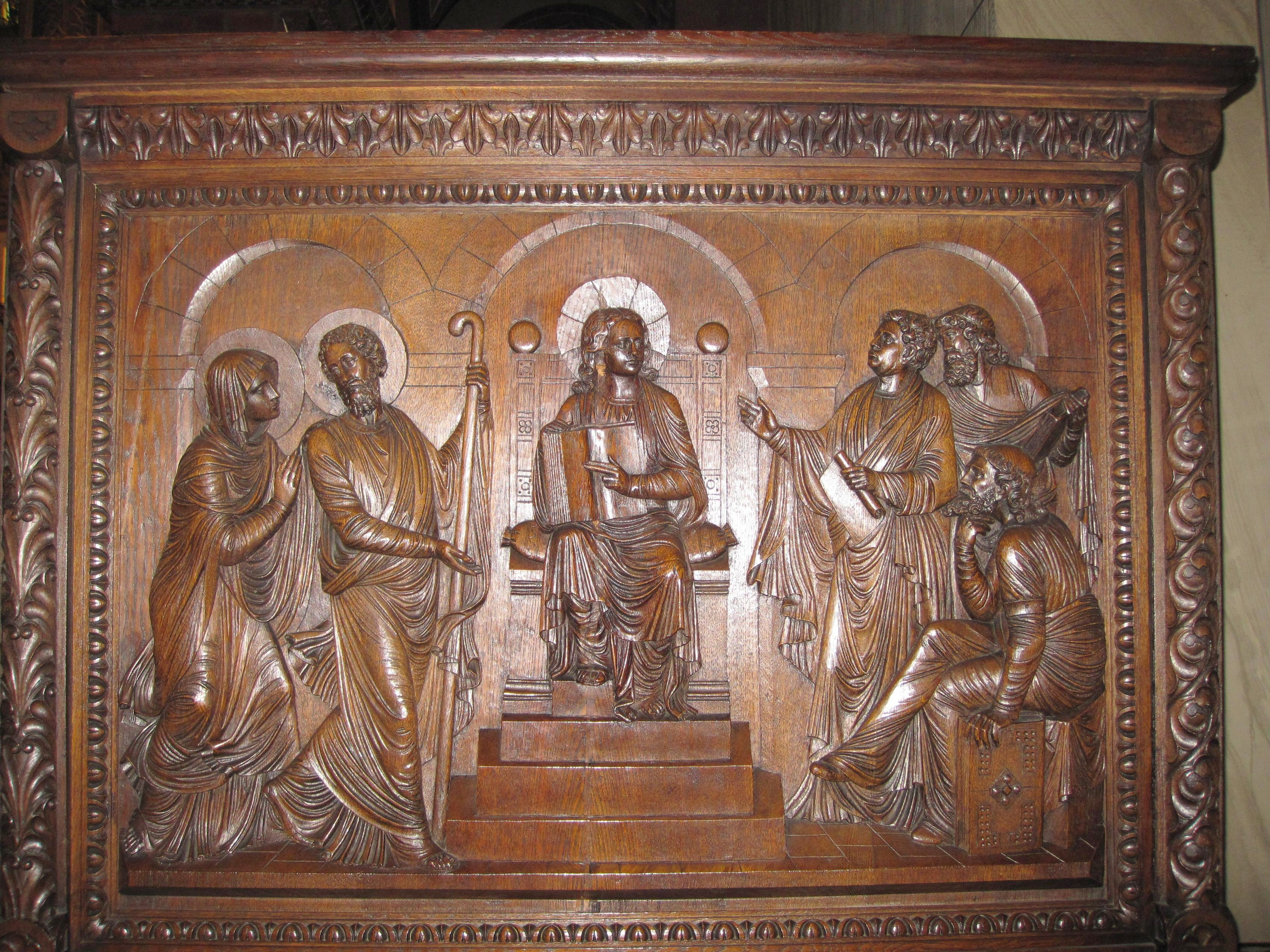
Anton Mormann, Kanzel der Rosenkranz-Basilika (Berlin-Steglitz): Der zwölfjährige Jesus lehrt im Tempel

Anton Mormann (* 2. November 1851 in Sünninghausen; † 29. Dezember 1940 in Stade) war Bildhauer der Wiedenbrücker Schule.

## Leben
Mormann absolvierte bei Franz Anton Goldkuhle (1827–1906) in Wiedenbrück eine Lehre als Bildhauer und studierte einige Semester an der Berliner Kunstakademie. Später war er bei Heinrich Fleige in Münster angestellt.
1877 gründete er seine eigene Bildhauerwerkstatt mit Christoph Siebe in Wiedenbrück. Ab 1882 führte er die Werkstatt alleine weiter, in der er bis zu zehn Mitarbeiter beschäftigte, die seine Entwürfe sakraler Bildwerke für Altäre, Krippen, Kreuzwegstationen etc. in Stein und Holz umsetzten. Die in den beliebten Stilen des Historismus (v. a. Neugotik, Neuromanik) ausgeführten Arbeiten wurden zum Teil bis nach Amerika geliefert. Neben dem Entwurf neuer Arbeiten restaurierte seine Werkstatt auch alte Werke.
Während die meisten der ausgeführten Altaraufsätze noch heute „in situ“ in den Kirchen stehen, für die sie bestimmt waren, zeugen die ausgestellten Gipsmodelle von der künstlerischen Vorstufe, dem Entwurf des Meisters.
Da Mormann stets gute Beziehungen pflegte, unter anderem zum Kölner Domkapitular Alexander Schnütgen, konnte er Aufträge an andere Werkstätten der Wiedenbrücker Schule vergeben.
Seine Söhne waren der Bildhauer Wilhelm Mormann sowie der Architekt und Bildhauer Julius Mormann.

## Ausgewählte Werke

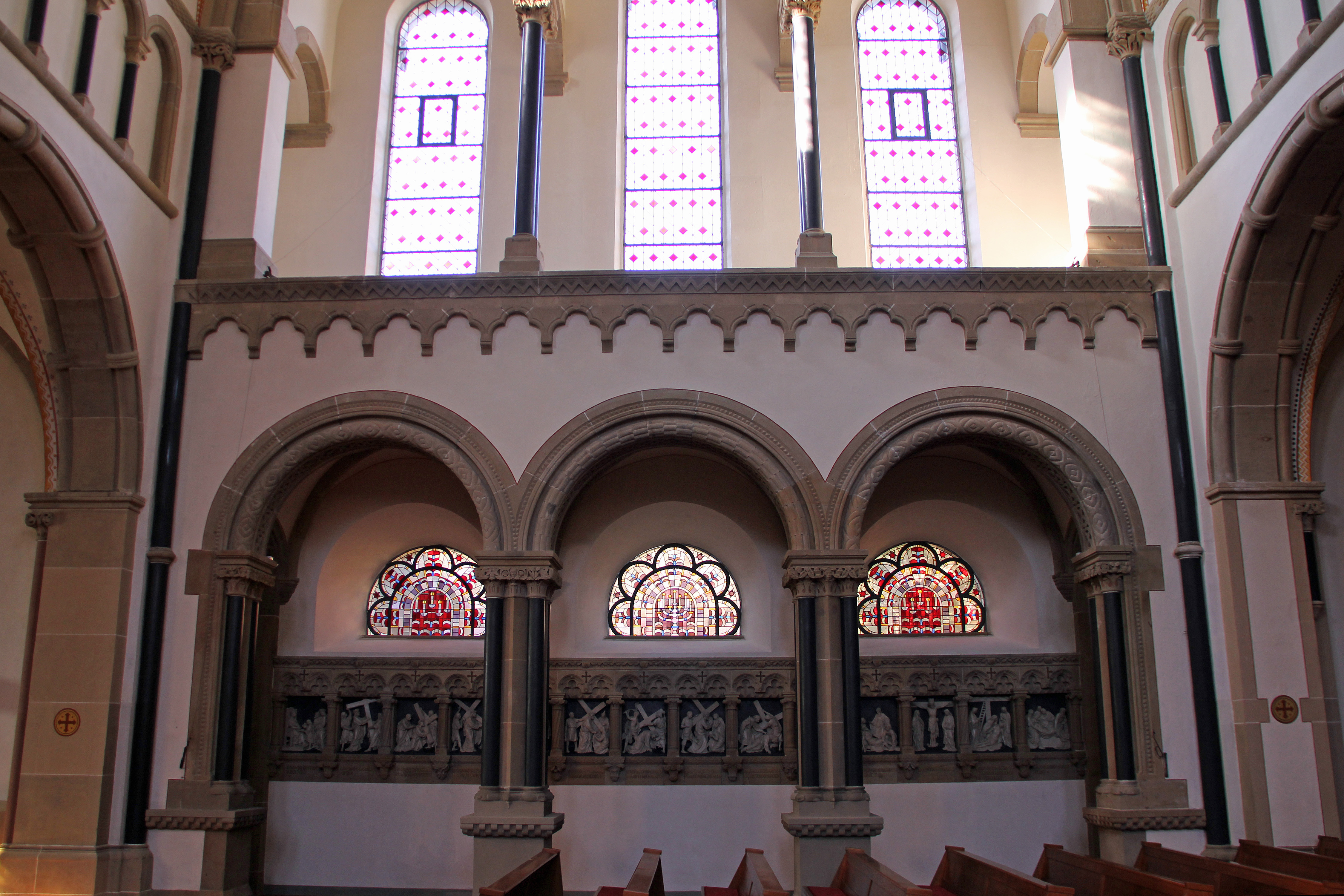
Kreuzwegstation in der Herz-Jesu-Kirche in Koblenz

- Kreuzweg in St. Jakobus der Ältere in Bad Iburg (1875)
- Kreuzweg in St. Peter in Heppenheim an der Bergstraße, 1904
- Nachbildung der Goldenen Tafel in Herford (1891)
- Tod des hl. Josef in St. Marien (Lügde)
- Kreuzwegstationen bei der Lourdes-Grotte in Angelina (Santa Catarina), Brasilien
- Kanzel der Rosenkranz-Basilika, Berlin-Steglitz (1900)
- Taufstein aus belgischem Granit in St. Marien in Herne (1902)
- Kreuzwegstation in der Herz-Jesu-Kirche in Koblenz (1903)
- Ausgestaltung der Klosterkirche zu Hünfeld (1902):
  - Anton Mormann schuf die Heiligenfiguren für die Klosterkirche des Bonifatiuskloster zu Hünfeld; hl. Teresa von Ávila 1902 (linker Seitenaltar), hl. Josef 1902 (linker Seitenaltar), hl. Elisabeth von Thüringen 1902 (rechter Seitenaltar), hl. Antonius von Padua 1902 (rechter Seitenaltar), hl. Cäcilia 1907 (an unbekannt veräußert), hl. Sturmius und hl. Lioba 1902 (heute in der Sakristei), hl. Augustinus (an unbekannt veräußert). Alle Statuen sind aus Baumberger Kalksandstein und von höchster Kunstfertigkeit.
- Kreuzigungsgruppe über dem Hochaltar von St. Elisabeth in Berlin-Schöneberg (1911; 1920 um vier Figuren erweitert)
- Das Museum Abtei Liesborn zeigt im Mormann-Raum Werke des Künstlers, die ein Geschenk der Familie Mormann waren

## Auszeichnungen und Ehrungen
- Anton-Mormann-Straße in Wiedenbrück
- Anton-Mormann-Straße in Oelde